# Patriot (Indiana)
Patriot es un pueblo ubicado en el condado de Switzerland, Indiana, Estados Unidos. Tiene una población estimada, a mediados de 2021, de 205 habitantes.

## Geografía
La localidad está ubicada en las coordenadas 38°50′7″N 84°49′49″O / 38.83528, -84.83028 (38.835164, -84.830252). Según la Oficina del Censo de los Estados Unidos, tiene una superficie total de 0.83 km², de la cual 0.73 km² corresponden a tierra firme y 0.10 km² están cubiertos de agua.

## Demografía
Según el censo de 2020, en ese momento había 201 personas residiendo en la localidad. La densidad de población era de 275.34 hab./km². El 97.51% de los habitantes eran blancos y el 2.49% eran de una mezcla de razas. Del total de la población, el 0.50% era hispano o latino.